# Take That
Take That este o formație pop din Manchester, Anglia, înființată în 1990. În prezent trupa e formată din Gary Barlow, Howard Donald și Mark Owen.
Din componența inițială mai făceau parte Jason Orange și Robbie Williams. După succesul obținut în anii 1990 cu albume precum Take That and Party sau Everything Changes , Robbie Williams, unul dintre membrii a hotărât să părăsească formația în favoarea unei cariere solo. Astfel, grupul s-a destrămat în plină glorie.
În anul 2005, la nouă ani de la destrămare, cei patru componenți rămași în trupă au hotărât să se reunească. Albumul Beautiful World, lansat în 2006 a readus Take That în atenția publicului.
Formația a avut 28 de single-uri top 40 și 17 single-uri de top 5 în Regatul Unit, 12 dintre care au atins poziția 1, dar și șapte albume de locul 1. Pe plan internațional, trupa a avut 56 de single-uri de poziția 1 și 37 de albume „number 1”. Take That a obținut opt premii Brit Awards pentru cea mai bună formație britanică și cea mai bună interpretare live a unei trupe sau interpret din regat.
De la formarea trupei și până în prezent, Take That a comercializat peste 33 de milioane de albume pe plan internațional.

## Cronologie

### 1990 - 1992: Formarea
În primavara lui 1990, Manchester era un oraș în care revoluția culturală reușea să atragă atenția întregii lumi. Formațiile Stone Roses și Happy Mondays iși trăiau momentele de glorie; Hacienda devenise cel mai cunoscut club de pe planetă, diverse mișcări muzicale, clubbing sau de modă se uneau pentru a crea o multitudine de stiluri și ritmuri noi și pline de efervescența.
In același timp, într-un birou mic de pe o străduța numită Chapel Walks, o cu totul altă mașinărie muzicală era pusă la cale. Un manager pe nume Nigel Martin-Smith remarcase că, exceptând ceea ce se întamplă în Manchester, topurilor britanice de muzică pop le lipsea acel ceva. Nu apăruse nimic nou în ceea ce privește trupele de adolescenți care să stârnească nebunia fanilor de la destrămarea celor de la Bros, singura formație din acea categorie care reușise să creeze isterie erau New Kids On The Block. NKOTB deveniseră însă puțin inabordabili și dificili. Așa ce ar fi fost să iei câțiva băieți britanici ascultători și să îi convingi să cânte muzica pop și să ofere distracție prin show-urile lor live? Cele mai bune idei sunt întotdeauna și cele mai simple.
În 1990, Martin-Smith a adus laolaltă cinci baieti din clasa muncitoare din partea de nord-vest: Gary Barlow, un pusti de 19 ani din Cheshire care canta cu vocea si la pian prin barurile din nord de cinci ani; Howard Donald, 21 de ani, un pictor care in timpul liber era si dj, dansator si model; Jason Orange, 19 ani, pictor si designer care dansase in cadrul unui program TV, The Hitman and Her; Mark Owen, 16 ani, fost copil-model si actuala rezerva la grupele mici ale lui Manchester United si Robbie Williams, 16 ani, dansator din Stoke on Trent.
Niciunul dintre ei nu aveau studii in domeniu; Gary invatase sa intretina multimea cantand prin baruri, ceilalti patru participand la concursuri de break dance in Manchester. Nu erau nici pe departe niste pusti sfiosi iar cunostintele acumulate pana atunci in acest domeniu erau, asa cum afirma Gary Barlow acum, importante. „ Cred ca a contat foarte mult acest lucru pentru noi. La 17 ani cantam in cluburi unde trebuia sa citesc multimea imediat, sa aleg repede repertoriul si in 45 de minute sa pot sa ii scol de pe scaune pe toti si sa ii fac sa aplaude la unison ca in Pheonix Nights. Asa inveti sa te descurci cu multimea. Daca va uitati cu atentie la show-urile noastre, sunt atat de teatrale incat ai uneori senzatia ca se aseamana cu cabaretul. Toate astea sunt reminiscente ale perioadei de inceput.” 
Au hotarat sa se numeasca Take That („cea mai buna varianta dintre cele mai proaste”, recunoaste Gary, dar ar fi putut fi si mai rau – prima idee a fost Kick It) si si-au petrecut urmatorii doi ani cantand prin diverse locatii, cu un show ce era un amestec de dans si muzica, piese cover, compozitii ale lui Gary si tinute de scena ciudate. „Ne-am castigat existenta in acel fel o buna bucata de vreme”, continuat Gary. „Acum, pur si implu te asezi la o masa cu un manager cu o lista a publicului pe care vrei sa il targetezi, si il analizezi pas cu pas. Dar la acel moment in ceea ce ne privea pe noi, incercam pur si simplu sa ghicim. 
Acest banal ghicit s-a dovedit in final la fel de efectiv ca si planurile de afaceri moderne, dar celor de la Take That nu le-a fost usor; presa canalizata pe muzica pop pentru adolescenti a fost initial destul de retinuta in ceea ce ii priveste, si dupa ce au reusit sa semneze un contract cu o importanta casa de discuri in 1992, trupa a scos trei single-uri fara succes, inainte de cover-ul dupa piesa Tavares din 1975 „It Only Takes A Minute” care a reusit sa ajunga pe locul sapte. Acesteia i-au urmat „A Million Love Songs”, „I Found Heaven” si „Could It Be Magic”, un cover dupa Barry Manilow. Intr-un fel, asa cum aprecia si Jo Whiley, Take That „au fost intotdeauna boy band-ul de care era ok sa iti placa”.

### 1992 - 1995: Succesul

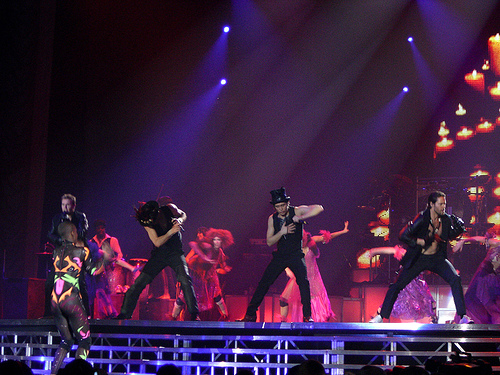
Take That în concert

La sfarsitul lui 1992 Take That genera isterie in orasele din Marea Britanie si isi incepeau domnia de patru ani ca regii pop ai natiunii care pana la momentul in care s-au despartit in 1996 s-au transformat in cea mai de succes formatie englezeasca de la Beatles incoace, cu vanzari de peste 25 de milioane de discuri. Albumul lor din 1993, „Everything Changes” a produs patru hituri number one in Marea Britanie – „Pray”, „Relight My Fire”, „Babe” si „Everything Changes”, si i-a făcut cunoscuti si in Europa. Albumul din 1995, „Nobody Else” avea sa lanseze cel mai mare hit al lor, „Back For Good” care a devenit un hit in intreag alume, cu peste 89 de variante cover in toate stilurile muzicale. 
Acelea erau momemntele de glorie, in care chiar si cei mai aspri critici din industria muzicala ajunsesera sa aprecieze pop-ul perfect cantat de Take That. Viata incepuse sa sa transforme intr-o frenezie pentru baieti, insa cel mai bine sintetizeaza acele timpuri Mark Owen atunci cand isi aminteste: „Ne indreptam catre un hotel din Italia. Mergeam pe o strada adiacenta insa pe ambele sensuri era luata cu asalt de fanii care urmareau autocarul.Era o nebunie, oamenii pur si simplu alergau pe strazi, tipand atunci cand am ajuns la hotel escortati de politie. Acel moment pentru mine a demonstrat cel mai bine cum era viata in acea formatie, ce insemna sa calatoresti in jurul lumii si traiesti momentele acelea de nebunie.”Isi aminteste insa si faptul ca adesea traiau momente de-a dreptul ireale cum au fost acelea in care au servit ceaiul alaturi de Lady Diana la Palatul Kensington sau in care stateau pe canapeaua lui Elton John si il puneau pe acesta sa le cante la pian.

### 1995 - 1996: Plecarea lui Williams și despărțirea
Ceea ce a urmat s-a tranformat intr-unul dintre momentele cele mai de notorietate din istoria muzicii pop. In vara lui 1995 Robbie, care devenise frustrat de viata sa in Take That, a decis sa petreaca alaturi de Oasis la festivalul Glastonbury si apoi a parasit trupa. Gary, Mark, Howard si Jason au continuat in formula de patru (inregistrand hituri cu piesele „Sure” si „Never Forget”) inainte de a se desparti in februarie 1996. Anuntul a avut un asemenea impact incat a devenit stire de maxima imporanta la buletinele principalelor posturi TV si a dus la crearea unei linii speciale de ajutor pentru cei care resimteau in mod dramatic despartirea. Perioada de dupa a fost la fel de traumatizanta si pentru membri trupei. Jason a calatorit mult, insa Howard, Robbie, Mark si Gary s-au trezit in competitie directa in carierele lor solo, in timp ce relatia dintre Gary si Robbie devnea din ce in ce mai incordata.

### 2005 - 2007: Reuniunea

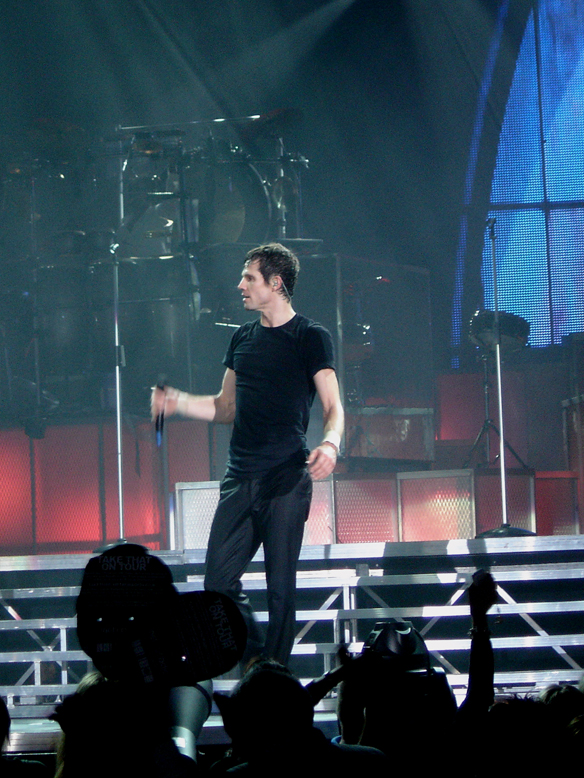
Jason Orange, unu dintre membrii Take That în timpul unui concert al formației

Chiar daca au pastrat legatura, cei patru baieti si-au urmat vietile separat pana in 2004, atunci cand ce-a de-a doua parte a povestii incepe. Se punea problema unui album greatest hits si a unui documentar, si in 2005 s-a cazut in sfarsit de acord ca acel albun de greatest hits va exista. Apoi, dorind sa evite un documentar ieftin Take That in care diversi comentatori culturali indruga verzi si uscate despre ei, baietii s-au hotarat sa se ocupe singuri de productia acestuia. Mark Owen l-a intrebat pe Robbie daca ar fi interesat sa participe si, spre surprinderea tuturor, acesta a fost de acord sa participe, insa nu alaturi de formatie. 
In toamna se filma deja, cand a aparut sugestia din partea unui promoter de a se reuni pentru un turneu special. Ideea li s-a parut incitanta si, cand pe 16 noiembrie 2005 documentarul lor a reusit sa inregistreze o audienta de 7 milioane de telespectatori, potentialul era clar. Biletele pentru turneu s-au pus in vanzare pe 2 decembrie si s-au vandut intr-o ora si zece minute; au fost nevoiti sa aduge inca cinci spectacole pentru a acoperi cerinta publicului. 
Nimeni nu a fost mai surprins de toate acestea decat membri trupei. „Am crezut ca majoritatea oamenilor si-au vazut de viata lor”, explica Howard Donald. „Stiu ca exista interes tocmai pentru ca ne incheiasem cariera fiind acolo, in frunte, si piesele noastre inca se mai ascultau la radio, si uneori oamenii discutau despre cat de buni am fost si cat de buni eram live. Nu am avut increderea necesara sa pornim de la bun inceput cu un turneu de douazeci de concerte. Am anuntat cateva date initial, dar s-au vandut instantaneu, asa ca a trebuit sa le anuntam si pe celelalte imediat. Am fost coplesiti de tot ceea ce s-a intamplat.” 
Turneul a inceput in aprilie 2006. In prima seara, la Newcastle, Mark Owen a privit din spatele scenei cu mult inainte ca show-ul sa inceapa si nu i-a venit sa creada cata lume venise; isi aminteste ca cineva venise cu un banner pe care scria „Nu am uitat niciodata” (n.r. We Never Forgot) si il tinea sus desi nu era inca nimeni pe scena. La acel moment, iși amintește Mark, au știut ce voiau să facă: „sa le ofere oamenilor doua ore in care sa poata sa uite pur si simplu de vietile lor de zi cu zi.” Pop-ul perfect. 
Cu un buget generos, mai putin frenetice din punct de vedere al coregrafiei si in general mai mature si mai intelepte, concertele au cuprins plimbari prin multime, o exemplificare a ceea ce sunt cele zece porunci atunci cand faci parte dintr-un boy band, plus o holograma a lui Robbie care aparea la piesa „Could It Be Magic”. Criticii si publicul au fost deopotriva impresionati de show, asa ca ideea unui album nou nu putea fi foarte departe. De aceasta data, intrucat cei patru baieti se maturizasera din punct de vedere muzical si personal, Gary nu a mai fost singurul care s-a ocupat de scrierea pieselor, ci totul a fost impartiti intre el, Jason, Mark si Howard si alti cativa colaboratori.
„Toți am fost de acord ca albumul trebuia să fie unul solid”, declara Jason, „si ca trebuia sa se sustina singur, mai degraba decat sa se sprijine pe reputatia Take That”. 
„Poti reusi sa vinzi un turneu bazat pe nostalgie, asa cum am facut noi”, admite acesta. „Dar nu poti vinde un material nou bazat pe nostalgie – trebuie sa fie de calitate.”
Astfel, pe 9 mai 2006 Take That s-au reintors pe scena muzicala dupa o absenta de aproape zece ani si au semnat cu Polydor Records un contract estimat la aproximativ 3 milioane de lire sterline. Dupa o luna de vanzari, albumul de comeback al trupei „Beautiful World”, vandute peste 1,5 milioane de discuri doar in Marea Britanie. Primul single nou, „Patience” a fost lansat pe 5 noiembrie 2006. Pe 26 noiembrie acesta a ajuns number one in Marea Britanie, devenind cel de-al 9-lea number one al formatiei. Videoclipul pentru cel de-al doilea single, „Shine”, a avut premiera pe 25 ianuarie 2007. 
Succesul formatiei a continuat pe 14 februarie 2007, atunci cand Take That au concertat live la Brit Awards. „Patience” a castigat premiul pentru Best British Single. Cea de-a treia piesa s-a numit „I’d Wait For Life” si s-a lansat pe 18 iunie 2007 in Marea Britanie. Cantecul nu s-a bucurat insa de acelasi succes ca cele doua de predecesoare, probabil si datorita lipsei de promovare, intrucat baietii au decis sa ia o scurta pauza inainte de turneu. 

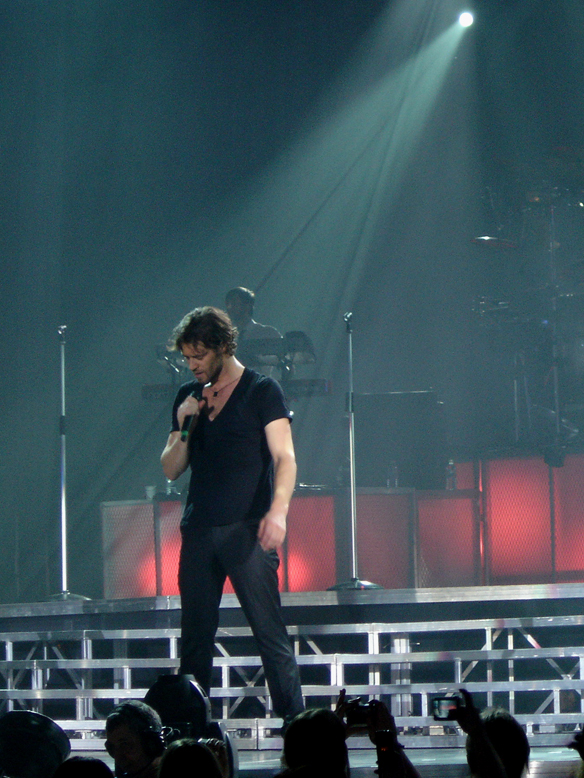
Howard Donald, unu dintre membrii Take That în timpul unui concert al formației

In 2007 Take That au compus o piesa si pentru coloana sonora a filmului „Stardust”, intitulata „Rule The World”, care a reusit sa ajunga pe locul doi in topurile din Marea Britanie si care a devenit a cincea cea mai bine vanduta piesa a nului 2007. Albumul „Beautiful World” s-a calsat al patrulea in topul vanzarilor pe anul 2007. La inceputul lui 2007 s-a anuntat ca formatia a semnat un contract si cu label-ul american Interscope pentru a-si promova muzica si pe teritoriul Statelor Unite si Canadei. Pe 11 octombrie 2007, Take That a dat startul turneului Beautiful World Tour cu un prim concert la Belfast. Turneul a inclus 49 de concerte pe intreg teritoriul Europei si s-a incheiat pe 23 decembrie la Manchester.

### 2008 - 2010
Dupa un an 2007 plin de realizari, in 2008 formatia a primit trei nominalizari la premiile Brit Awards: Best British Group, Best British Single („Shine”), Best British Album („Beautiful World”) si Best Live Act, si au reusit sa castige doua dintre ele: Best Live Act si Best British Single.
Pe 22 mai 2008 Gary Barlow si Howard Donald au participat la decernarea premiilor Ivor Novello acolo unde Take That au castigat premiul pentru cea mai ascultata piesa („Shine”).

## Discografie
Albume de studio
- Take That & Party (1992)
- Everything Changes (1993)
- Nobody Else (1995)
- Beautiful World (2006)
- The Circus (2008)
- Progress (2010)
- III (2014)

Extended Play-uri
- Progressed (2011)
- III – 2015 Edition (2015)

## Turnee
- Party Tour (1992–93)
- Everything Changes Tour (1993–94)
- Pops Tour (1994)
- Nobody Else Tour (1995)
- The Ultimate Tour (2006)
- Beautiful World Tour 2007 (2007)
- Take That Present: The Circus Live (2009)
- Progress Live (2011)
- Take That Live 2015 (2015)